# 156
156 (CLVI) var ett skottår som började en onsdag i den julianska kalendern.

## Händelser

### Okänt datum
- Montanismens grundare Montanus dyker för första gången upp Ardaban (Mysien).

## Födda
- Han Lingdi, kinesisk kejsare av Handynastin